# Chicopee
Chicopee är en stad i Hampden County, Massachusetts, USA, med 55 560 invånare (2020). 